# 张拉整体
张拉整体（Tensegrity）是一种基于在连续张力网络内部应用受压构建的结构原理。其中，受压构件之间并不接触，而预先张拉的构件构成了空间外形。
“张拉整体”一词由巴克敏斯特·富勒在20世纪60年代创造，用以描述“张拉整体式结构”。

## 概念

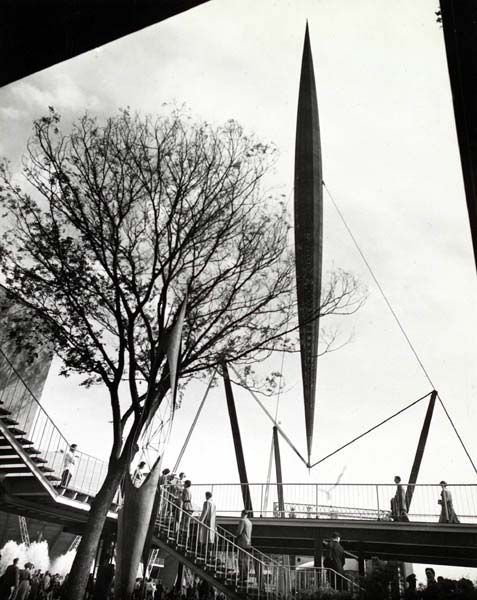
Skylon (Festival of Britain), 1951

张拉整体可以由以下几种设计准则组合设计而成 :
- 受力构件仅受到轴力（纯拉、压)，即结构仅在受压杆屈曲或者受拉索屈服后失效。
- 预应力（受拉）使得索构件刚度增大。
- 结构稳定性：在结构应力增大的情况下，能使得构件保持原有的受压受拉状态。

基于上述设计准则，结构构件不会受弯。这种受力的高效性使得结构相对于其质量和构件截面面积而言刚度极大。
其概念设计作品可见右图——1951的Skylon。共计6根索，塔柱的两端各3根，构成了这个结构。下方的3根索“定义”了结构的位置，而余下的三根则让结构保持竖直。

最简单的张拉整体结构。3根受压杆件（绿色）各自相互与剩下2个杆件对称，并且单独的杆件关于首尾对称。每根杆件的端点都有3根索连接，索为这根受压杆提供了轴向压力，并且“定义”了杆件端点的位置，就和Skylon中渐变的塔柱下端三根索的作用一样。

如图，三杆的张拉整体模型可以看成由更简单的结构组成：每根杆件如同Skylon一样，被3根两两角度小于180°的拉索固定。
Eleanor Hartley 提出视觉的通透感是这类结构重要的美学特征. Korkmaz et al. 将张拉整体的结构概念拓展应用于自适应建筑，主要应用了其轻质的特性。